# アルベルト・アインシュタインの家

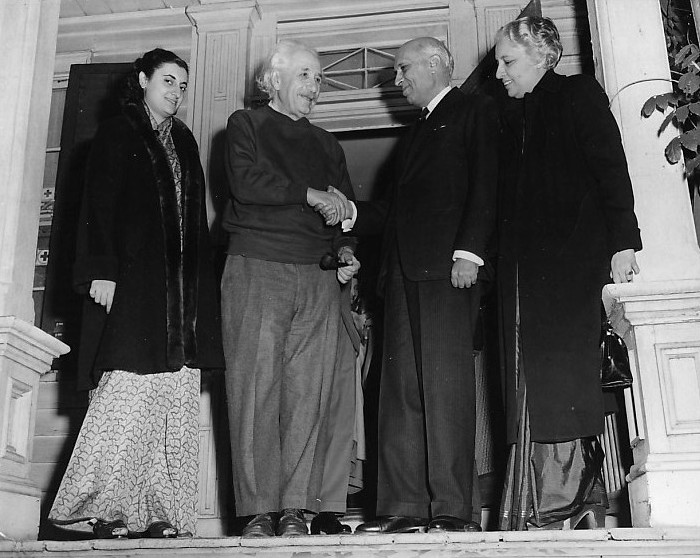
1949年、プリンストンの自宅でアインシュタインと対面するジャワハルラール・ネルー（インド初代首相）と娘のインディラ・ガンディー（後の首相）。

アルベルト・アインシュタインの家（Albert Einstein House、アルバート・アインスタイン・ハウス）は、アルベルト・アインシュタインが、1935年から亡くなる1955年まで住んでいた家であり、アメリカ合衆国ニュージャージー州マーサー郡プリンストンのマーサー・ストリート112番地にある。妻のエルザ・アインシュタインは、この家に住んでいた1936年に亡くなっている。
この家は1876年の時点では既に建てられていたもので、元々はアレクサンダー・ストリートにあった。1876年、その地にプリンストン神学校のスチュアート・ホールを建設することになり、現在地に移転した。この家はシンプルなよくある間取りや外観のコテージで、特別な意匠があるわけではない:2。1935年8月1日にマーサー郡書記官事務所で記録された証書によると、エルザ・アインシュタインは1935年7月24日にメアリー・クラーク・マーデンから非公開の金額でこの家を購入した。1936年のエルザの死後も、長年、アルベルト・アインシュタインは、妹のマヤ、エルザの連れ子のマーゴット・アインシュタイン＝マリアノフ（1899-1986）、秘書のヘレン・デュカスの3人の女性とこの家に住んでいた。
アルベルト・アインシュタインは、この家を博物館にしないように要求したと言われており、遺族もそのように望んでいた。それにもかかわらず、1976年に国家歴史登録財に加えられ、さらに国定歴史建造物に指定された。
アルベルト・アインシュタインの死後は、継娘であるマーゴット・アインシュタインが、1986年に亡くなるまで所有していた。その後は、プリンストン高等研究所(IAS)の所有となっている。
2004年にノーベル物理学賞を受賞した物理学者のフランク・ウィルチェックが、1989年から2001年までIASの教授を務めていた時にこの家に住んでいた。ウィルチェックはプリンストンに移る条件としてこの家に住むことをIASに要求し、この家で大学院生を対象としたイブニングセミナーを行っていたという。
その後、2012年までエリック・マスキンとその家族が住んでいた。マスキンは、2011年までIAS社会科学部のアルバート・O・ハーシュマン教授を務め、2007年にノーベル経済学賞を受賞した。現在は、ハーバード大学の経済学教授である。
現在、この家はIASが所有しているにもかかわらず、個人の住宅となっており、一般には公開されていない。この家の意義を説明する銘板などはなく、家の周りには"Private Residence"（個人宅）の標識が戦略的に設置されている。